# Egni Eckert
Egni Analia Almirón Eckert (Asunción, Paraguay, 6 de octubre de 1987), más conocida como simplemente Egni Eckert o Egny Eckert, es una modelo y reina de belleza paraguaya quien ganó el título de Miss Mundo Paraguay 2010, representando a Paraguay en el Miss Mundo 2010, dos años después ganó el título de Miss Universo Paraguay 2012 y representó a su país en el Miss Universo 2012.

## Trayectoria
Egni Eckert tuvo su propio reality denominado Intensamente Egny, la realización mostró el día a día de una vida nada rutinaria: llena de desfiles, fiestas, compras, amigas y más. El programa también mostraba la vida profesional y familiar de la modelo. Intensamente Egny estuvo bajo la producción de Polenta Paraguay, con la realización de Luis Galeano. Eckert dijo que cuida mucho su imagen pública. Trata de no entrar en polémicas ni escándalos, y no salir con ropas que de repente no identifiquen como una miss. Deseo tener una imagen diferente, expresó.
El sitio web Globo Esporte realizó una encuesta de bellezas para conocer la opinión de la gente que siguió de cerca la Copa América. Presentaron a todas las chicas que lograron protagonismo durante este torneo y participaron 73 mil votantes. Egni Eckert obtuvo 46,7 % de los votos, de la cual resultó la vencedora, mientras que Larissa Riquelme quedó en segundo lugar con el 22,2 %.
El martes 9 de agosto del 2011 empezó el concurso de baile Baila conmigo Paraguay 2011 en donde participó como Famosa con su bailarín Aníbal Cancherito Aguilera, quedando finalmente en el puesto 12, de entre 18 parejas.

### Reina de Belleza

#### Miss Paraguay 2010
En el 2010, Eckert decide aplicar al casting de preselección para el Miss Universo Paraguay de ese año quedando entre las 18 candidatas oficiales de este certamen.
El 16 de julio del corriente año, después de un mes de preparación de las chicas bajo la producción de la agencia LaMartino, se lleva a cabo la gala final de este evento con la elección de tres reinas que representarían al Paraguay en concursos internacionales (Miss Universo, Miss Mundo y Miss Internacional), donde Egni quedó como Miss Mundo Paraguay.

#### Miss Mundo
Tras haber ganado el título de Miss Mundo Paraguay, Egni Eckert viaja a la República Popular de China para participar en la 60.ª edición de Miss Mundo. En la noche final, Eckert es llamada entre las 25 finalistas, siendo así la segunda paraguaya en entrar entre las finalistas después de Daisy Ferreira, quien estuvo en el Top 15 en el año 1985.

#### Reina Hispanoamericana
Egni Eckert fue designada por Promociones Gloria y la agencia LaMartino para representar a su país en el concurso Reina Hispanoamericana 2010 llevado a cabo en la ciudad boliviana de Santa Cruz.
El 24 de noviembre de 2010, se llevó a cabo la gala final de este evento, donde Egni fue coronada Virreina Hispanoamericana, también obtuvo el título de Mejor Silueta Paceña o Mejor Cuerpo llevándose un premio de USD 500 en efectivo.

#### Miss Paraguay 2012
Dos años después de haber ganado el título de Miss Mundo Paraguay Eckert decide volver a postularse al Miss Paraguay, durante la gala final llevada a cabo el 18 de mayo de 2012 Egny es coronada Miss Universo Paraguay 2012, ganando así un puesto entre las candidatas del Miss Universo 2012.